# Хонгконг на Светском првенству у атлетици на отвореном 2013.
Хонгконг је учествовао на 14. Светском првенству у атлетици на отвореном 2013. одржаном у Москви од 10. до 18. августа четрнаести пут, односно учествовао је на свим првенствима до данас. Хонгконг је пријавио 6 такмичара (5 мушкараца и 1 жена) који су такмичили у две дисциплине.,
На овом првенству Хонгконг није освојио ниједну медаљу нити је остварен неки рекорд.

## Учесници
| Мушкарци: - Tang Yik Chun — 4 × 100 м - Lai Chun Ho — 4 × 100 м - Ng Ka Fung — 4 × 100 м - Tsui Chi Ho — 4 × 100 м - Man Lok Ho — 4 × 100 м | Жене: - Fong Yee Pui — 100 м |  |

## Резултати

### Мушкарци
| Атлетичар                                                    | Дисциплина | Лични рекорд | Квалификације | Квалификације | Полуфинале | Полуфинале | Финале                | Финале  | Детаљи |
| Атлетичар                                                    | Дисциплина | Лични рекорд | Резултат      | Место         | Резултат   | Место      | Резултат              | Место   | Детаљи |
| ------------------------------------------------------------ | ---------- | ------------ | ------------- | ------------- | ---------- | ---------- | --------------------- | ------- | ------ |
| Tang Yik Chun Lai Chun Ho Ng Ka Fung Tsui Chi Ho Man Lok Ho* | 4 х 100 м  | 38,47 НР     | 39,10         | 7. у гр. 2    |            |            | Нису се квалификовали | 20 / 23 |        |

- Атлетичар означен звездицом био је резерва у штафети у квалификацијама

### Жене
| Атлетичарка  | Дисциплина | Лични рекорд | Квалификације | Квалификације | Полуфинале            | Полуфинале            | Финале                | Финале       | Детаљи |
| Атлетичарка  | Дисциплина | Лични рекорд | Резултат      | Место         | Резултат              | Место                 | Резултат              | Место        | Детаљи |
| ------------ | ---------- | ------------ | ------------- | ------------- | --------------------- | --------------------- | --------------------- | ------------ | ------ |
| Fong Yee Pui | 100 м      | 11,79        | 12,15         | 7. у гр 4     | Није се квалификовала | Није се квалификовала | Није се квалификовала | 36 / 45 (46) |        |